# Slagugle
- Wikispecies har taksonomi med forbindelse til  Slagugle

Slagugle (latin: Strix uralensis) er en ugle, der lever i Eurasien. Den har typisk en højde på 58-62 centimeter og kan have et vingefang på imellem 124-134 centimeter.
Den fanger små gnavere, men er også en dygtig fuglejæger.